# Paleoanomala
Paleoanomala is een geslacht van wantsen uit de familie van de Tingidae (Netwantsen). Het geslacht werd voor het eerst wetenschappelijk beschreven door  in .

## Soorten
Het genus bevat de volgende soort:

- Paleoanomala aptenus Poinar & Vega, 2020